# Delf (coloriste)
Pour les articles homonymes, voir Delf.
Delf est une coloriste de bande dessinée née en 1970 à Quimper.

## Biographie
Elle effectue ses études aux Beaux-Arts de Quimper. C'est aussi aux Beaux-Arts qu'elle rencontre Hubert. Son cursus se termine en 1995 à Angers, école où elle fait la connaissance de Yoann.

## Publications

### One-shot
Le Village qui s'amenuise
- Le Village qui s'amenuise[2], Dargaud, Paris, 2004
Scénario : Éric Corbeyran - Dessin : Olivier Balez - Couleurs : Delf

All I need is love
- 1 Une hirondelle ne fait pas le printemps, Panini Comics, 2004
Scénario et dessin : Christopher - Couleurs : Delf

Mamhot
- Mamhot[3],[4], Dargaud, Paris, 2004
Scénario : Fabien Grolleau - Dessin : Pixel Vengeur - Couleurs : Delf

Charmes fous
- Charmes fous, Dargaud, Paris, 2005
Scénario : Éric Corbeyran - Dessin : Olivier Balez - Couleurs : Delf

Les Colocataires
- 1 Le Quatrième Passager, Dupuis, Marcinelle, 2005
Scénario : Sylvain Runberg - Dessin : Christopher - Couleurs : Delf

Hypertext
- 1 Mémoires vives, Delcourt, 2007
Scénario : Sébastien Viaud - Dessin : Adrien Villesange - Couleurs : Delf

Tananarive
- 1 Tananarive[5],[6], Glénat, Grenoble, 2021
Scénario : Mark Eacersall - Dessin : Sylvain Vallée - Couleurs : Delf

### Série
Le Marquis d'Anaon
- 1 L'Île de Brac, Dargaud, Paris, 2002
Scénario : Fabien Vehlmann - Dessin : Matthieu Bonhomme - Couleurs : Delf
- 2 La Vierge noire, Dargaud, Paris, 2003
Scénario : Fabien Vehlmann - Dessin : Matthieu Bonhomme - Couleurs : Delf
- 3 La Providence, Dargaud, Paris, 2004
Scénario : Fabien Vehlmann - Dessin : Matthieu Bonhomme - Couleurs : Delf

Une Aventure de Spirou et Fantasio par ...
- 1 Les Géants pétrifiés, Dupuis, Marcinelle, 2006
Scénario : Fabien Vehlmann - Dessin : Yoann - Couleurs : Delf

Dieu n'a pas réponse à tout
- 1. Mais Il est bien entouré, Dargaud, Paris, 2007
Scénario : Tonino Benacquista - Dessin : Nicolas Barral - Couleurs : Delf
- 2. Mais Il sait à qui s'adresser, Dargaud, Paris, 2008
Scénario : Tonino Benacquista - Dessin : Nicolas Barral - Couleurs : Delf

Il était une fois en France
(Prix de la série au Festival d'Angoulême, pour le tome 4 Aux Armes Citoyens!)
- 1 L'Empire de Monsieur Joseph, Glénat, Paris, 2007
Scénario : Fabien Nury - Dessin : Sylvain Vallée - Couleurs : Delf
- 2 Le vol noir des corbeaux, Glénat, Paris, 2008
Scénario : Fabien Nury - Dessin : Sylvain Vallée - Couleurs : Delf
- 3 Honneur et Police, Glénat, Paris, 2009
Scénario : Fabien Nury - Dessin : Sylvain Vallée - Couleurs : Delf
- 4 Aux armes, citoyens !, Glénat, Paris, 2010
Scénario : Fabien Nury - Dessin : Sylvain Vallée - Couleurs : Delf
- 5 Le petit juge de Melun, Glénat, Paris, 2011
Scénario : Fabien Nury - Dessin : Sylvain Vallée - Couleurs : Delf
- 6 La Terre Promise, Glénat, Paris, 2012
Scénario : Fabien Nury - Dessin : Sylvain Vallée - Couleurs : Delf

L'Œil de la Nuit
- 1 Ami du mystère[8], Delcourt, Paris, 2015
Scénario : Serge Lehman - Dessin : Gess - Couleurs : Delf
- 2 Les grandes profondeurs, Delcourt, Paris, 2015
Scénario : Serge Lehman - Dessin : Gess - Couleurs : Delf
- 3 Le druide noir, Delcourt, Paris, 2016
Scénario : Serge Lehman - Dessin : Gess - Couleurs : Delf

La part de l'ombre
- 1/2 Tuer Hitler, Glénat, Grenoble, janvier 2021
Scénario : Patrice Perna - Dessin : Francisco Ruizgé - Couleurs : Delf - 9781344033142
- 2/2 Rendre justice, Glénat, Grenoble, octobre 2021
Scénario : Patrice Perna - Dessin : Francisco Ruizgé - Couleurs : Delf - 9781344033159